# Ком (футбольный клуб)
«Ком» (черног. Ком) — черногорский футбольный клуб из города Подгорица, выступающий на данный момент в Третьей лиге.

## История
Наивысшим достижением клуба являлась игра в сезоне 2003/04 в высшем дивизионе Сербии и Черногории, правда команда выбыла во второй дивизион в том же году, заняв последнее место.

В 2006 году в результате референдума Черногория стала самостоятельной республикой. Команда ФК Ком игравшая тогда во второй лиге Сербии и Черногории автоматически перешла в новую Первую лигу Черногории. 

В Первой лиге команда играла до сезона 2009/10 когда заняла последнее место, набрав по результатам сезона всего 18 очков (на момент сезона 2012/13 наименьшее количество очков когда-либо набранное в чемпионате Черногории) и опустилась во Вторую лигу. 

Сыграв два сезона во Второй лиге команда опустилась в Третью Лигу в сезоне 2011/12. По итогам сезона 2012/2013 клуб поднялся вернулся во Вторую лигу. А в сезоне 2016/2017 занял первое место в дивизионе и вновь получил право выступать в Первой лиге.